# Blake Lively
Blake Lively, geboren als Blake Ellender Brown (Los Angeles, 25 augustus 1987), is een Amerikaanse actrice. Ze is vooral bekend van haar rol als Serena van der Woodsen in de tienerdramaserie Gossip Girl.

## Biografie

### Persoonlijk leven
Lively was de jongste van een gezin van vijf kinderen waarvan beide ouders acteur waren. Ook haar broer Jason Lively acteert. Als middelbareschoolleerling zat ze in het schoolkoor en was ze cheerleader. Als kind kreeg Blake privéles, en een van haar 'klasgenootjes' was Penn Badgley, met wie ze later samen in Gossip Girl speelde. Lively en Badgley waren in de serie als Serena en Dan in het eerste seizoen een koppel, maar ook in het echt hadden ze een relatie. Dit werd publiekelijk bekend nadat ze op hun vakantie in Mexico in 2008 kussend gefotografeerd waren. Ze beëindigden hun relatie in september 2010.
Tijdens de Amerikaanse presidentsverkiezingen in 2008 gaf Lively haar steun aan Barack Obama. Samen met haar toenmalige vriend Badgley trad ze op in een reclamespot voor de presidentskandidaat. Het spotje werd uitgezonden door CW, MTV en Comedy Central.
In 2011 werd Lively opgenomen in de jaarlijkse lijst van de 100 invloedrijkste personen van het tijdschrift TIME. Ook werd bekendgemaakt dat Lively inmiddels een relatie had gekregen met acteur Ryan Reynolds, met wie ze op 9 september 2012 in het huwelijk trad. Zij kregen samen drie dochters (James Reynolds in december 2014, Inez Reynolds in september 2016, Betty Reynolds in oktober 2019) en een zoon begin 2023.
Naast haar acteerprestaties heeft Blake zich gevestigd als een mode-icoon. Haar rode loper-verschijningen zijn altijd een feestje, en ze heeft de gave om zowel klassieke als moderne stijlen met het grootste gemak te combineren. Haar samenwerking met de grootste designers en haar oog voor detail hebben haar tot een favoriet gemaakt bij modetijdschriften en fotografen. Ze is vaak te zien op de covers van titels zoals Vogue en ELLE, waar haar stijlkeuzes en mode-inzichten worden neergezet als inspiratiebron.
Blake is een actieve voorvechter van diverse goede doelen en maatschappelijke kwesties. Ze zet zich in voor kinderrechten, milieubescherming en gendergelijkheid, en gebruikt haar platform om bewustwording en fondsenwerving te bevorderen.

### Carrière
Lively brak door met haar rol in het tienerdrama The Sisterhood of the Traveling Pants (2005). Nadat ze in 2006 in de film Accepted te zien was geweest, kreeg ze de rol van Serena van der Woodsen in de televisieserie Gossip Girl die werd uitgezonden door CW. In 2008 was Lively tevens te zien in The Sisterhood of the Traveling Pants 2. In 2009 eindigde ze op de 33e plaats in de Hot 100 van het mannenblad Maxim. In 2010 stond ze op de 4de plaats. Ook speelde ze in de clip I Just Had Sex van The Lonely Islands met Akon.

## Filmografie
- Bibsys: 10048760
- Biblioteca Nacional de España: XX5321334
- Bibliothèque nationale de France: cb156013437 (data)
- Gemeinsame Normdatei: 142902799
- International Standard Name Identifier: 0000 0001 1466 2230
- Library of Congress Control Number: no2005095186
- Nationale Bibliotheek van Letland: 000340941
- MusicBrainz: 4ce23a5b-06f1-447f-8a5f-6fdf68d0ae48
- Nationale Bibliotheek van Tsjechië: xx0168035
- Nationale Bibliotheek van Israël: 987010188549105171
- Nationale Bibliotheek van Polen: a0000003117827
- Nederlandse Thesaurus van Auteursnamen: 317706713
- Système universitaire de documentation: 146751299
- Virtual International Authority File: 2790519
- WorldCat: E39PBJtMkGT6B7GcVjDTcxrjG3